# Historia de Michoacán
La historia de Michoacán es la narración cronológica y demostrable de los acontecimientos del pasado relacionados con la gente que habita en el actual estado mexicano de Michoacán. Se ha estudiado a partir de los vestigios arqueológicos y otros recursos históricos, como la obra literaria Relación de Michoacán escrita en 1542.

## Periodo prehispánico
Uno de los pocos hallazgos en Michoacán sobre el hombre antiguo han sido huellas encontradas en el Infiernillo (Tierra Caliente), dejadas por el hombre en transición del nomadismo al sedentarismo.
Otro de los hallazgos importantes han sido los encontrados en El Opeño, un yacimiento de tumbas de tiro de alrededor de 3500 años de antigüedad.
Las zonas arqueológicas que se han encontrado en el estado, y que han ayudado a esclarecer la historia del nacimiento y desarrollo de las etnias que dieron inicio y esencia a la configuración cultural de Michoacán, datan del período formativo o preclásico (1500 a. C. a 200 a. C.), del clásico (200 a. C. a 800) y postclásico (800 a 1000), entre cuyos lugares destacan: el Curutarán, la Villita, Tepalcatepec, Apatzingán, Zinapécuaro, Coalcomán, San Felipe de los Alzati, Tzintzuntzan, Tingambato, Pátzcuaro, Zacapu, Uruapan, Tzitzio, etcétera. 
El territorio Michoacano estuvo habitado por los purépechas, que se desarrollaron como una cultura dominante e impusieron su hegemonía económica, religiosa, militar y cultural a las demás etnias que también habitaban la región, como los nahuas, otomíes, matlatzincas o pirindas y tecos. En la región, se hablaba además del idioma purépecha, las lenguas coacomeca, xilotlazinca, colimote, pirinda, mazahua, sayulteco, náhuatl y teca.

### Cultura purépecha
El pueblo purépecha llegó desde el norte a tierras michoacanas durante diferentes migraciones a partir del siglo IX. De acuerdo con la Relación de Michoacán, partieron de las siete cuevas dirigidos por el chichimeca Hireti Ticátame, quien los estableció en una montaña cercana a Zacapu o a Naranxan. Se fueron trasladando durante dos siglos por el estado hasta que sentaron su capital a las orillas del lago, en Pátzcuaro, donde creían que era la puerta del cielo.
Rendían culto al fuego, siendo su divinidad principal, ‘el gran quemador’ Curicaueri, al cual se le ofrecía leña a modo de ofrenda. En general, sus dioses se clasificaban en cinco grupos: celestiales, cardinales, infernales, primogénitos y locales. Su señor era el cazonci, quien se valía de cuatro jefes militares, por las cuatro provincias del imperio; estos eran apotados por caciques.

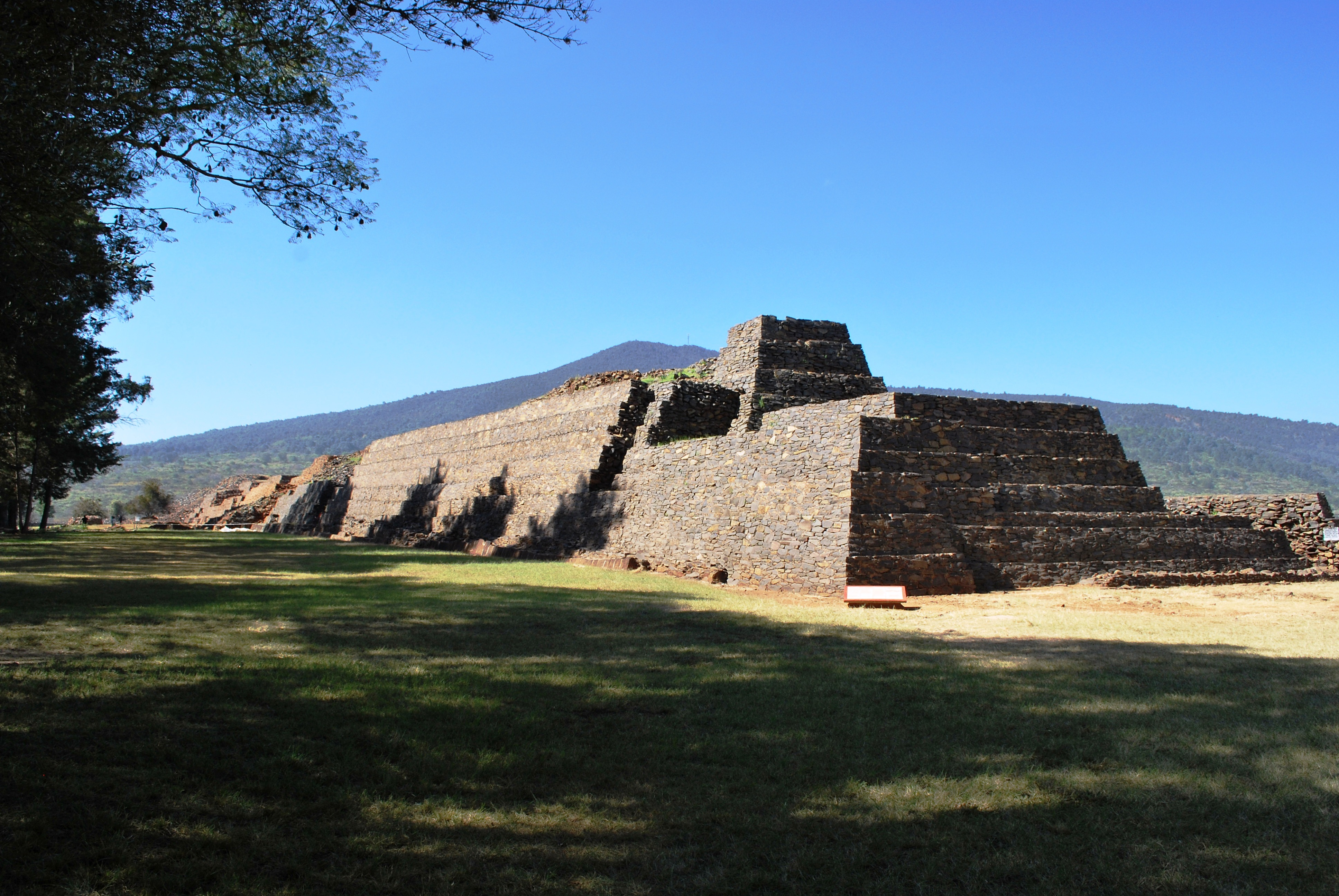
Yácatas de Tzintzuntzan.

En el siglo XIV el irecha o canzonci Tariácuri, sometió a los distintos grupos en nombre del dios Curicaueri, y logró consolidar la situación política, social y religiosa del imperio. Después de inmolar a dos de sus hijos repartió su imperio a tres de sus sucesores:
- Hiquíngare, su hijo, a quien nombró señor de Pátzcuaro;
- Hiripan, su sobrino, a quien designó señor de Hiuatzio (Ihuatzio);
- Tangáxoan, otro de sus sobrinos, a quien asignó como señor de Tzintzuntzan.

Posteriormente, por mandato de Taríacuri edificaron un cu (adoratorio) y comenzaron una guerra florida para obtener prisioneros que se sacrificarían para consagrarlo; realizado esto, se dispusieron a conquistar. Durante su tercera campaña, contra los pueblos nahuas del sur, falleció el cazonci.
En la mitad del siglo XV el imperio quedó bajó el poder del señor de Tzintzuntzan, Tzitzispandácuare, hijo de Tangáxoan; los principales motivos de esto son la orden de Hiquíngare de matar a sus descendientes «por ser malos, emborracharse y matar a la gente» y por la poca resistencia que Ticátame, sucesor de Hiripan, tuvo a los designios de Tzitzipandácuare, de llevarse a Curicaueri (una piedra, representación del dios mismo) a su capital, en parte por un mal presagio que declaraba la furia de los hermanos de Curicaueri al supuestamente ya no llevarse leña a los templos de Hiuatzio.  Este cazonci es reconocido por derrotar a los mexicas, al mando de Axayácatl, después de la destrucción de Taximaroa. Le sucedió su hijo Zuangua, quien impulsó la agricultura, las artesanías, la religión y las conquistas.

## Conquista del Imperio purépecha

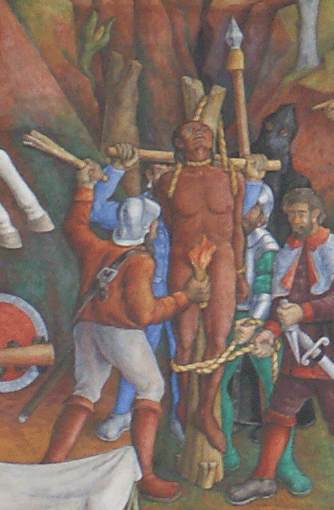
Ejecución de Tangáxoan Tzíntzicha, también conocido como Tangáxoan II. Parte del mural de Juan O'Gorman para la biblioteca Gertrudis Bocanegra de Pátzcuaro.

Tras la caída de Tenochtitlan, en 1521, la primera incursión importante al imperio purépecha fue la de Cristóbal de Olid, en 1522. Desde Taximaroa, Olid envió una propuesta de paz a Tangáxoan Tzíntzicha, hijo de Zuangua (muerto por viruela) pero no se encontraba en la capital; cuando fue encontrado se le obligó a entregar el oro y la plata a Hernán Cortés, en la arruinada Tenochtitlan. Este último encomendó los pueblos michoacanos a los caballeros partícipes en la conquista, quienes recaudarían los tributos de los antiguos caciques a cambio de preservar la paz y de convertir el imperio al cristianismo.
Poco después, Nuño de Guzmán desconoció los reales acuerdos y llevó a Tangáxoan Tzíntzicha a juicio. Según Francismo Miranda, se le acusó de supuestamente haber entorpecido el funcionamiento de las encomiendas y sobornar con el objetivo de impedir su condena, además de seguir rindientdo culto a sus dioses y haber estado inmuscuido en la muerte de españoles; a través de algunos súbditos que testificaron en su contra, mediante el uso de la tortura, se le declaró culpable, siendo el 14 de febrero de 1530 arrastrado y extrangulado, con la posterior quema de su cuerpo.
Este hecho provocó la dispersión de los habitantes de la Meseta Tarasca en varias direcciones. Guzmán recorrió la parte occidental de México y en su trayecto destruyó varias ciudades pero fundó Guadalajara, Compostela y Culiacán. Las noticias de sus abusos de poder, llegaron a España, donde Carlos V comisionó al licenciado Gael de la Torre para investigar a Guzmán; se le envió de regreso preso a España y se le sometió a un juicio de residencia, por los abusos cometidos en la Nueva España. 

## Virreinato de la Nueva España
Entre los siglos XVI y XVIII, en las dos principales ciudades, Tzintzuntzan y Pátzcuaro, se levantaron conventos y construcciones civiles. Se inició la explotación minera en Angangueo, y se desarrolló la ganadería en Tlalpujahua, Inguarán y Real del Espíritu Santo.

### SigloXVI

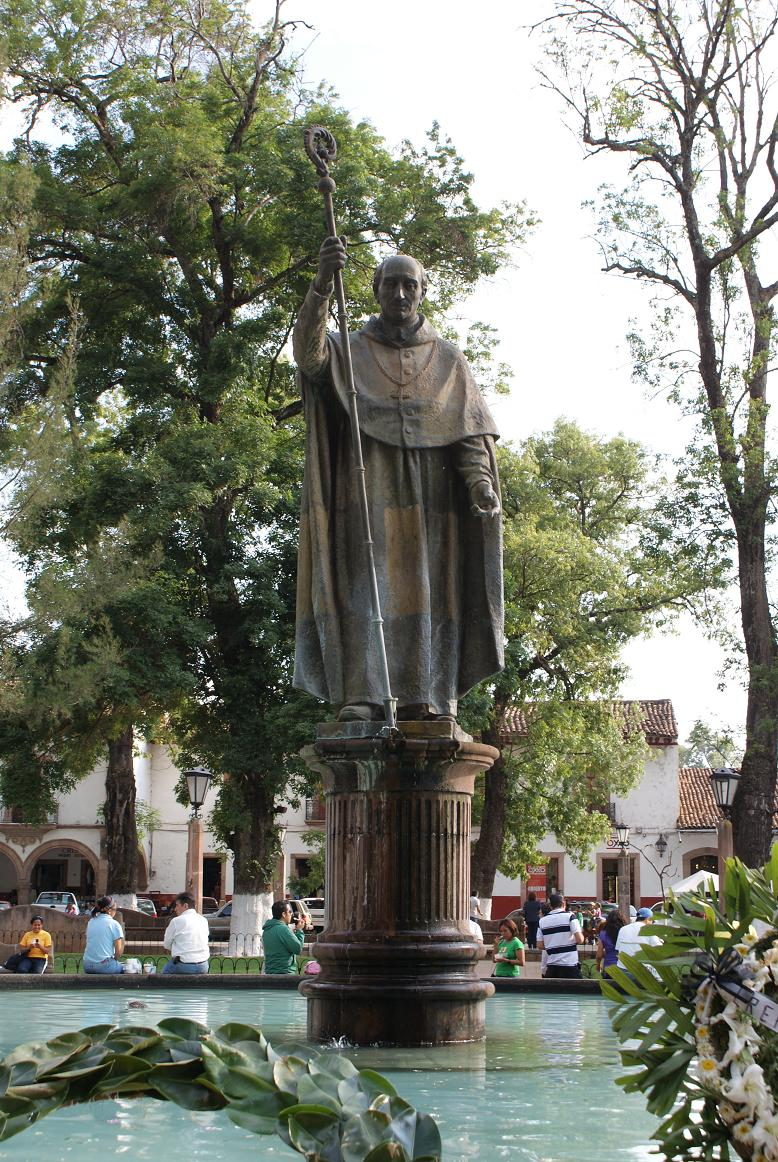
Estatua de Vasco de Quiroga en Pátzcuaro.

Enterado Carlos I de las acciones de Nuño de Guzmán, comisionó al abogado y humanista Vasco de Quiroga como miembro de la Segunda Audiencia, quien junto con los misioneros franciscanos, agustinos y jesuitas lograron calmar la situación e implantar la religión cristiana. En el año 1538, Vasco de Quiroga, o Tata Vasco como fue llamado por los indígenas, fue nombrado el primer obispo de Michoacán. A partir de la fundación de Pátzcuaro, se dedicó a otorgar un oficio único a numerosos pueblos, introducir nuevas variedades frutales, fundar el Colegio de San Nicolás así como una gran cantidad de hospitales y defender a los indígenas frente a los encomenderos, entre otras hazañas.
Por otra parte, el ganado traído del Viejo Mundo se multiplicó en la región del centro mexicano lo suficiente para invadir los sembradíos, lo que provocó la subida en el precio de la cosecha. Con el objetivo de frenar la carestía, el virrey Antonio de Mendoza desplazó gradualmente la ganadería hacia regiones menos pobladas; desde 1545 los rebaños estarían recorriendo el norte de Michoacán y Nueva Galicia, inicialmente por temporadas, especialmente a la ciénega de Chapala, lo que no resolvió el problema sino que lo agravó (por el vaivén en tierras con maizales), situación que se trató de resolver con el establecimiento definitivo del ganado en esas dos entidades. Con el ganado llegaron colonos, razón por la cual a mediados de 1550 se otorgaron miles de mercedes de estancias de ganado mayor y menor, así como caballerías, para que los colonos españoles pudieran sembrarlas.
Durante todo el siglo xvi la población de México se vio reducida. En Michoacán, la mayor mortandad se dio en la Meseta Purépecha, tanto por la guerra, las epidemias, las hambrunas, los trabajos forzados, etc.; la anterior orden de Nuño de Guzmán de llevar forzosamente al combate a la población originaria, con el objetivo de combatir a los indígenas de Sinaloa, no hizo más que acabar aún más con la población, del mismo modo que los terremotos de 1567 y 1575.

### SigloXVII
A inicios de este siglo varios ganaderos que habían recibido mercedes se hicieron de haciendas, mas no funcionaban, aún, con el trabajo de jornaleros sino a través de la mediería y el arrendamiento.

### SigloXVIII, Ilustración
A finales del siglo XVIII, la influencia de las corrientes filosóficas europeas se dejó sentir en Michoacán. En los colegios jesuitas se estudiaba la ciencia y la filosofía moderna: las ideas de Descartes, Bacon, Copérnico, Newton, Galileo, Kepler, Torricelli, y otros eran vistas con simpatía, hasta que Carlos III ordenó la expulsión de los jesuitas en 1767.
José Antonio Pérez Calama, egresado de la Universidad de Salamanca, y Benito Díaz de Gamarra mantuvieron las ideas de la ilustración, hasta la caída de Carlos IV, obligado por Napoleón Bonaparte a abdicar en favor de su hermano José Bonaparte. A través de sus obras, el filósofo zamorano Benito Díaz de Gamarra se volcó contra la tradición y los prejuicios mientras trataba de implantar la razón y la duda, lo que coadyuvaría en la transformación de las consciencias de aquellos tiempos. Nicolás Rangel, por tal motivo, lo reconoce como un predecesor ideológico de la Independencia mexicana.
A partir de 1760 la población de Michoacán iba en incremento, principalmente por la llegada de españoles provenientes de Asturias, Galicia, Santander y Vasconia. Esta situación impulsó la producción: principalmente la minería, luego el intercambio mercantil (desde 1778 los puertos americanos pudieron realizar sus transacciones con los puertos españoles) junto con la industria. Todo ello suscitaría un alto desarrollo agrario en el Bajío michoacano.

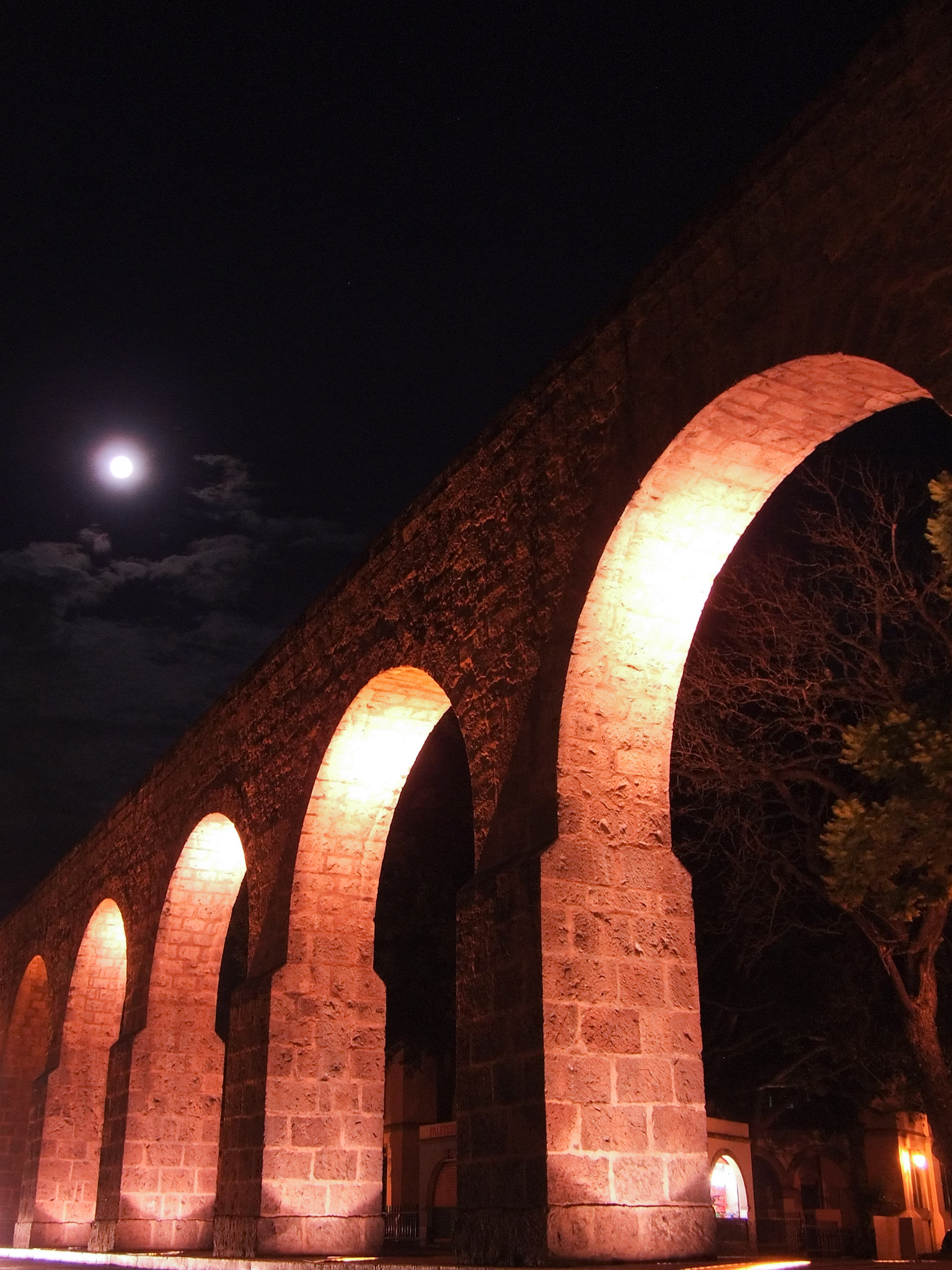
Acueducto de Morelia.

En 1785 se experimentó una sequía junto con heladas agostinas (consecuencia de una nube de cenizas por la erupción de una cadena de volcanes islandeses) que provocaron la pérdida de los cultivos. Las autoridades, ante esta situación, privilegiaron el abastecimiento de los reales de minas y de las ciudades; fomentaron el cultivo extraordinario de granos; adquirieron sobre todo maíz para el suministro; e impidieron que los indígenas se volvieran errantes. En el caso de Valladolid, por ejemplo, el fray Antonio de San Miguel financiaría la reconstrucción del acueducto de Valladolid, entre otras obras, con la finalidad de generar fuentes de empleo que les asegurasen a las familias su subsistencia. Por ese mismo año se presentó en toda Nueva España una epidemia. En el Bajío y en la región oriente hubo mucha mortandad, situación que no se reflejó en la Meseta Purépecha.
El cierre del siglo XVIII estuvo marcado, entre otras cosas, por la instauración del neoclasicismo y el nacionalismo, el reordenamiento político administrativo, la edificación de instituciones educativas, así como el progreso en la manufactura (a causa de la sustitución de importaciones devenida por la guerra anglo-española) y la minería, especialmente, en los reales de minas de Angangueo, Tlalpujahua, Zitácuaro e Inguarán. A través de las reformas político administrativas, cabe destacar, se suprimieron las alcaldías mayores y establecieron las Intendencias, las cuales se dividieron en subdelegaciones.

## Independencia de México

### Antecedentes

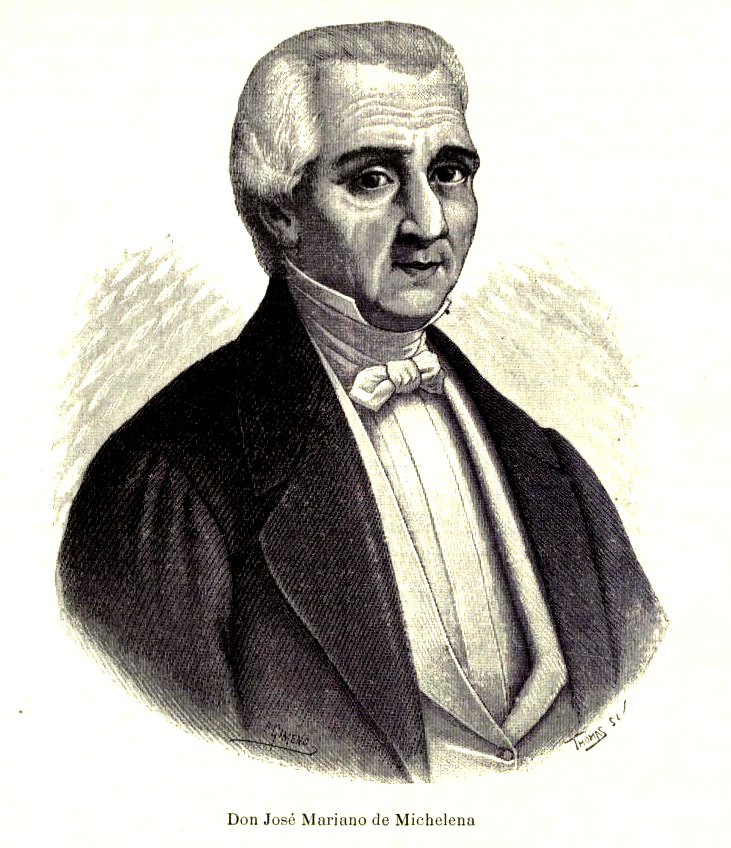
José Mariano Michelena

Inspirados por las ideas liberales de la Ilustración y por la independencia de las Trece Colonias, los criollos, inconformes con los privilegios que gozaban los españoles peninsulares, vieron una oportunidad de emancipación en la invasión napoléonica de España, en 1808. Ante la ausencia de un rey legítimo, los ediles criollos trataron de formar una junta que representara la población novohispana para que gobernara sin la intervención de España, junta que fue evitada por los españoles peninsulares radicados en México. En adelante, los independentistas conspirarían secretamente para iniciar la rebelión.
Entre los conspiradores se encontraban el capitán José María García Obeso, el alférez Mariano Michelena, el también alférez Mariano Quevedo, Ignacio Allende, Ruperto Mier, Juan B. Guerra, entre otros militantes como Pedro Rosales, Nicolás Michelena, José A. Saldaña, José María Izazaga, Manuel Ruiz de Chávez, Vicente Santa María, etc. En general, sus objetivos se resumían en conformar una junta, salvaguardada por un ejército, que tomaría el control gubernamental de la Nueva España. Esta conjura, conocida también como el plan de Valladolid, no se llevó a cabo debido a su destrucción por Mariano Michelena, antes de que fuera encarcelado junto con García Obeso, Nicolás Michelena y José María Abarca el 21 de diciembre de 1809, por órdenes del intendente José Alonso Terán.

### Inicio, organización

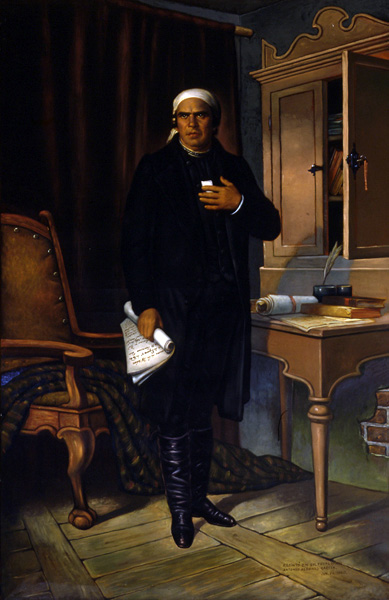
José María Morelos

El cura Miguel Hidalgo, antiguo estudiante y exrector del Colegio de San Nicolás, fue quien llamó a la lucha, el 16 de septiembre de 1810, en Dolores, Guanajuato, levantando en armas a los pobladores en contra del gobierno español; después de la toma de la ciudad de Guanajuato se dirigió a Valladolid, en donde «abolió la esclavitud y el tributo», designó nuevo intendente de Michoacán a José María Anzorena y se reabasteció de reclutas, para salir con un ejército de 80 000 hombres que posteriormente se enfrentarían en el monte de las Cruces con el ejército realista, cerca de la Ciudad de México. Sin embargo, dirigiéndose a Querétaro, fue derrotado en San Jerónimo Aculco; regresó, así, a Valladolid, se dispuso a marchar hacia Zamora para posteriormente dirigirse a Guadalajara, en Nueva Galicia, y en el puente de Calderón fue nuevamente derrotado, lo que llevó a viajar hacia los Estados Unidos en busca de equipo militar, dejando al mando a Ignacio López Rayón. Por el mes de junio de 1811, Rayón llegó al Bajío zamorano, donde reorganizó su ejército; un mes después, el 30 de julio, moriría Hidalgo en Acatita, Coahuila. Por esos tiempos, otros insurgentes michoacanos combatían con los realistas, como Benedicto López por la región de Zitácuaro y Manuel Muñiz, cerca de Tacámbaro, lo que permitió que Rayón se instalara en Zitácuaro, lugar desde el que convocó la Suprema Junta Nacional Americana. No obstante, a comienzos de 1812 la ciudad fue atacada por el ejército realista comandado por Félix Calleja, quien les propició la huida.
En 1813, el mando de los revolucionarios cayó en José María Morelos. Años antes, Morelos se había unido al movimiento comandado por Hidalgo, dándole éste el encargo de levantar en armas a las poblaciones de Tierra Caliente; posteriormente haría incursiones exitosas en México, Puebla, Veracruz y Oaxaca, siendo la ruptura del sitio de Cuautla montado por el general Félix Calleja una de sus mayores hazañas. El 14 de septiembre de 1813 Morelos convocó en Chilpancingo el Congreso de Anáhuac, en reemplazo a la Junta de Zitácuaro, donde se dio la proclamación de los Sentimientos de la Nación. El Congreso, mientras huía del ejército realista, terminó de redactar la primera constitución mexicana, la cual fue jurada en Apatzingán, el 22 de octubre de 1814; por eso es llamada como la Constitución de Apatzingán, inspirada en los Sentimientos de la Nación y en las constituciones revolucionarias francesas y españolas (Constitución de Cádiz). No obstante, José María Morelos fue vencido y finalmente ejecutado el 22 de diciembre de 1815 en Ecatepec.

### Resistencia, consumación
Después de su muerte, la guerra de independencia perdió fuerza; los caudillos se resguardaron en zonas protegidas pero no resistieron por mucho tiempo, pues el 1818 aconteció la caída del último fuerte de resistencia. Sin embargo, la revolución liberal de España en 1820 daría un nuevo impulso a la lucha independentista. En 1821 el vallisoletano Agustín de Iturbide proclamó el Plan de Iguala, ya con el apoyo de insurgentes, de tradicionalistas y eclesiásticos (a los cuales les garantizó el respeto total de la religión) pero sobre todo, de Vicente Guerrero, que combatía en el sur.
La lucha contra aquellos que se oponían al Plan de Iguala fue relativamente sencilla; la toma de Valladolid el 22 de mayo de 1821 fue de los acontecimientos más notables, pero el más importante fue la firma del Tratado de Córdoba entre Iturbide y el último virrey Juan O'Donojú, donde se acuerda la independencia de México. El 27 de septiembre de 1821 Iturbide haría una entrada triunfal a la Ciudad de México, y el 21 de mayo de 1822 se le coronaría emperador con el título de Agustín I, cargo que ocuparía por solo ocho meses, ya que el general Antonio López de Santa Ana empezaría una secuencia de cuartelazos que harían abdicar al efímero emperador.

## México Independiente

### Primeros años

Mapa de Michoacán en el México de 1824.

Al término del año de 1823 se conformó el Congreso Constituyente para elaborar la que sería la Constitución de 1824, donde se constataba el establecimiento de cinco Territorios y diecinueve Estados que dispondrían de una constitución propia. De tal modo, el Congreso Constituyente de Michoacán se instituyó el 6 de abril de 1825, y el 19 de julio de ese mismo año se proclamó la Constitución Política del Estado Libre y Federado de Michoacán. El 6 de octubre de 1825 entraría en funciones Antonio de Castro como primer gobernador del estado como entidad federativa.
El estado fue dividido en 4 departamentos y 22 partidos, por decreto de la Ley Territorial de 1825. A iniciativa del Congreso Local, se le cambió a la capital el nombre de Valladolid, por el de Morelia, en honor al insurgente José María Morelos.
En 1827 el gobernador Antonio de Castro renunció por inconformidad al decreto del Congreso del estado de expulsar a los españoles, por lo que tomó el cargo José Salgado, quien fue destituido en 1828 por el Congreso para evitar que se pusiera del lado de Vicente Guerrero, contendiente a las elecciones presidenciales junto con Manuel Gómez Pedraza; este último, al ganar las elecciones desencadenó protestas y un cuartelazo comandado por Santa Anna. Es así que en 1829 Vicente Guerrero asciende a la presidencia y reasume su cargo José Salgado, no obstante, una rebelión dispuso al general Anastacio Bustamante en el poder.
En 1830 el Ayuntamiento de Morelia desconoció a Salgado como Gobernador, pero fue nuevamente repuesto en 1833 mediante un motín; ello provocó en 1834 una rebelión que al año siguiente instauraría el centralismo en el estado (que pasó a denominarse «Departamento de Michoacán») aunque suscitó una resistencia armada, como la llevada a cabo por el general Gordiano Guzmán.

### Guerra de Reforma

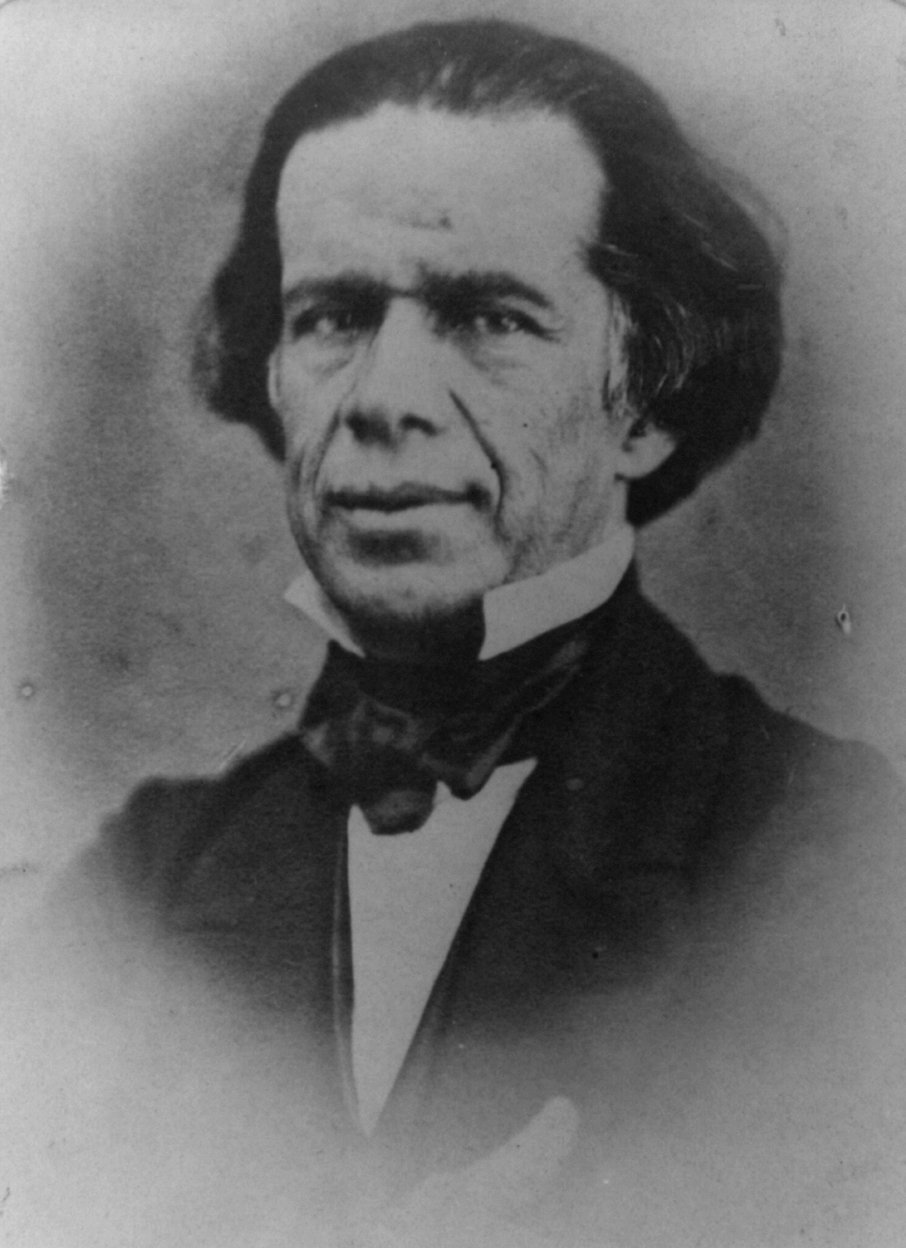
Melchor Ocampo.

Cuando Benito Juárez tomó el poder, el gobierno de Michoacán residía en Santos Degollado, quien lo reconoció como presidente legítimo y aportó lo necesario para la lucha que se gestaba. Mientras tanto, se elaboraba una nueva constitución para el estado que se promulgaría el 1 de febrero de 1858. A comienzos de este año empezó lo que se conocería como la guerra de Reforma, entre liberales y conservadores, que duraría tres años. El último año, en Veracruz, Juárez emitió las Leyes de Reforma que separaron la Iglesia del Estado. Durante la guerra, Epitacio Huerta fungió como gobernador de Michoacán, quien, entre otras acciones, suprimió las escuelas de sacerdotes, reguló el culto y permitió que el estado fuera lugar de abastecimiento para liberales. Si bien, el 11 de enero de 1861 Júarez entró victorioso a la Ciudad de México, sucesos acaecidos después de esa fecha terminaron con la vida de los liberales Santos Degollado, Leandro Valle y Melchor Ocampo.

### Intervención francesa
En 1861 el ejército francés desembarcó en México con intenciones expansionistas disfrazadas de obligar el pago de una deuda que fue suspendido de modo provisional por el gobierno mexicano; con el apoyo del partido conservador aunque con la resistencia de los liberales, controló una parte considerable del territorio. La ocupación de Michoacán se llevó a cabo por la brigada del general Berthier y la división mexicana de Leonardo Márquez, mediante la toma de Morelia en 1863 y otras tomas menores, si bien, hubo ciudades donde no hubo resistencia a la invasión, como Zamora con el comandante militar Francisco Verlade, o La Piedad. No obstante, a partir de 1866 el Segundo Imperio mexicano empezó a perder terreno; para enero del siguiente año solo unas cuantas poblaciones quedaron en manos del Imperio, siendo Zamora la última en caer, el 5 de febrero.

### República restaurada
Entre 1868 y 1876 tomaron las riendas de Michoacán los liberales Justo Mendoza y Rafael Carrillo. El primero se enfrentó con los antijuaristas —que se oponían a su reelección— comandados en el estado por Epitacio Huerta; Rafael Carrillo también tuvo que combatir, pero ahora con religioneros, que se oponían a una autoridad adversaria de la Iglesia, y contra quienes apoyaban las aspiraciones presidenciales de Porfirio Díaz (revolución de Tuxtepec). A estos gobernadores se les debe la implementación de las líneas telegráficas en la entidad.

## Porfiriato

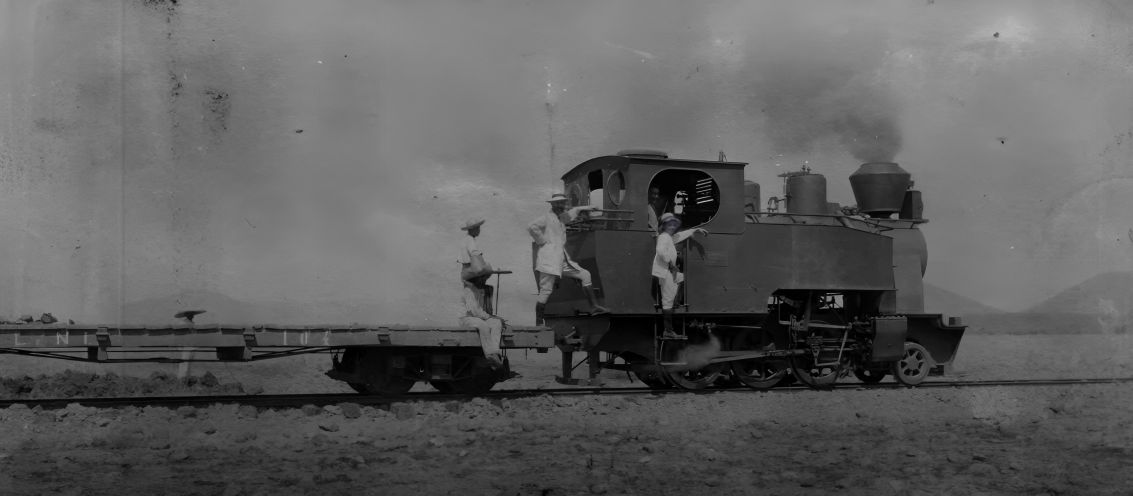
Hacienda de Dante Cusi. Ferrocarril Lombardía-Nueva Italia.

Después de varios gobiernos esporádicos tomó el mando Prudenciano Dorantes, conocido, entre muchas cosas, por la construcción del Palacio de Justicia y la instauración de la Escuela de Artes; le siguió Mariano Jiménez, quien hizo frente a los bandoleros; finalmente gobernaría en esta etapa Aristeo Mercado, por veinte años, enfocándose en el establecimiento de servicios de agua purificada, teléfono, electricidad, etc.
Durante sus mandatos el ferrocarril llegó a la entidad. Primero arribó a Morelia en 1883; en 1886, a Pátzcuaro y poco después a La Piedad y Yurécuaro; en 1897, a Maravatío y Zitácuaro; y por 1899, a Uruapan y a Zamora, por nombrar algunos ejemplos.
Con esta mejora en el transporte, además del mejoramiento de las carreteras, se hicieron posibles el intercambio nacional y la exportación. Se aumentó la producción azucarera en la zona sur de la Meseta Purépecha, en Taretan particularmente; el café fue introducido en Uruapan; y el hacendado Dante Cusi conformó un sistema de riego en Tierra Caliente que permitirían la producción de arroz y limones. A la par de estas obras, se llevan a cabo obras hidráulicas como el drenaje de la ciénega de Zacapu; la construcción del Canal de Zapadores en Zamora, por cuestiones de riego y desagüe; y la desecación de la Ciénega de Chapala a disposición del hacendado Manuel Cuesta para la producción agrícola.

## Revolución mexicana

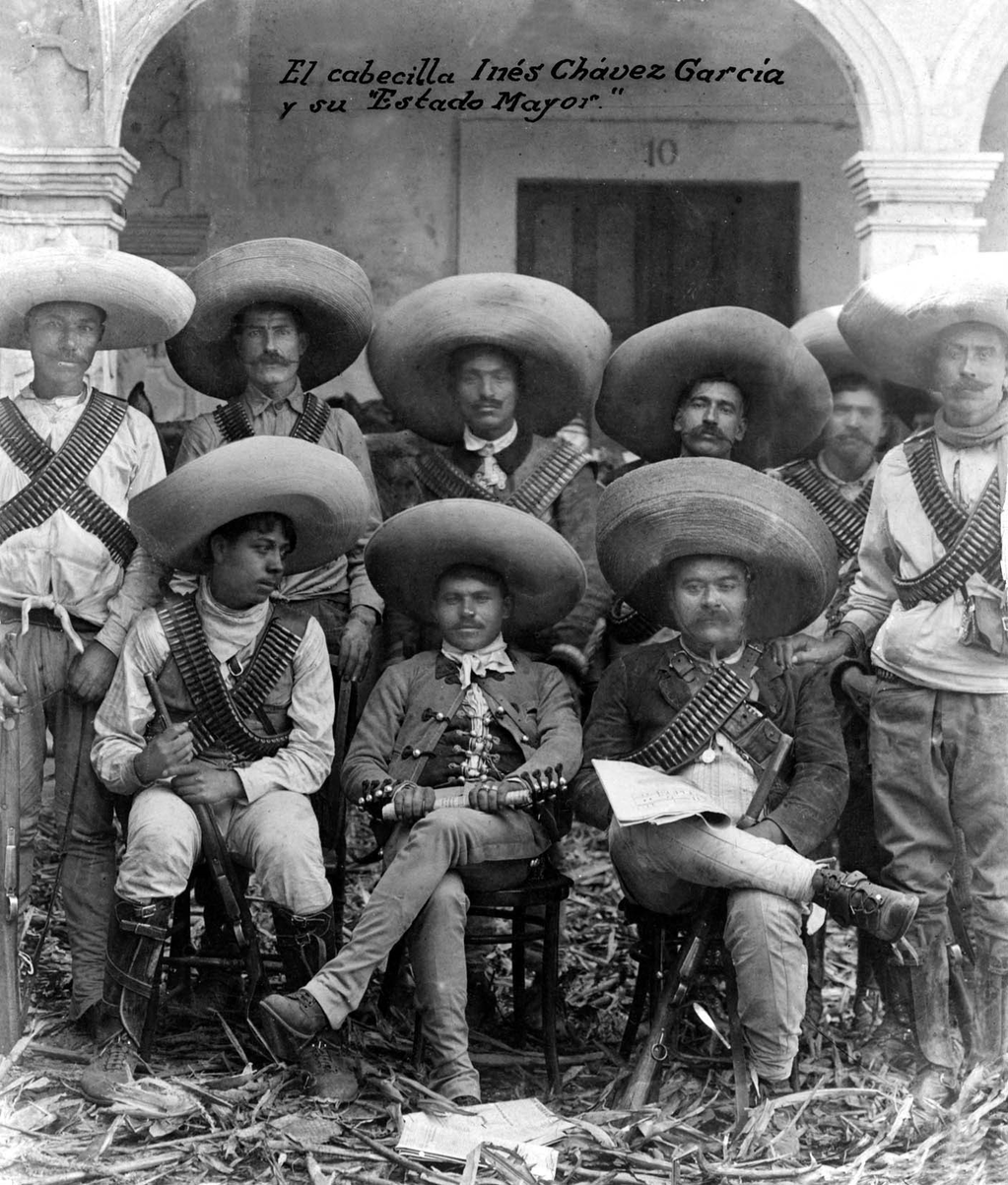
José Inés García Chavez (en medio).

Después de que Francisco Madero se levantara en armas contra el régimen de Porfirio Díaz, en mayo de 1911 Salvador Escalante hizo lo mismo en el pueblo de Santa Clara, haciendo su campaña por la Escarpa Limítrofe Sur, la Meseta Purépecha y después por valles morelianos, para entrar el 30 de mayo a Morelia; por ese tiempo, la insurrección comenzaría en el occidente michoacano con Ireneo Contreras.     
Después de que Francisco Madero llegara al poder, y que casi seguidamente se haya producido la traición de Victoriano Huerta a fin de tomar las riendas del país, serían los generales Gertrudis Sánchez y Rentería Luviano, entre otros, quienes pelearían contra sus hombres en Michoacán. Pero sería Sánchez quien entrace triunfal a Morelia después de vencer en Cruz de Caminos; después de comandar bajo varias banderas revolucionarias fue asesinado por los suyos en abril de 1915.
Cuando la Constitución de 1917 fue promulgada, se convocaron a elecciones, siendo electo para la presidencia Venustiano Carranza y para el gobierno de Michoacán el ingeniero Pascual Ortiz Rubio. En el mandato de este último, esencialmente, se estableció la nueva constitución del estado; se conformó la Universidad Michoacana de San Nicolás de Hidalgo, que agrupó a varias escuelas ya existentes; y se tuvo que lidiar con el bandolerismo por parte del Chivo y de Inés Chávez, y con la gripe española.

## Época contemporánea

### 1920-1940
Después de las cortas gobernaturas de Francisco J. Múgica (1920-1922) y Sidronio Sánchez (1922-1924), estaría al mando del ejecutivo estatal el general Enrique Ramírez (de 1924 a 1928), quien no puso resistencia a las reformas del presidente Elías Calles; en Michoacán fueron clausurados los seminarios y se dispuso que sólo los clérigos registrados podrían ejercer, entre otras deciciones, conforme a la denominada Ley Calles de 1926. En ese año empezaría una revuelta armada, conocida como Guerra Cristera, especialmente en las regiones del Bajío Zamorano, la Meseta Purépecha, Tierra Caliente y la Sierra Madre del Sur, que duraría tres años.

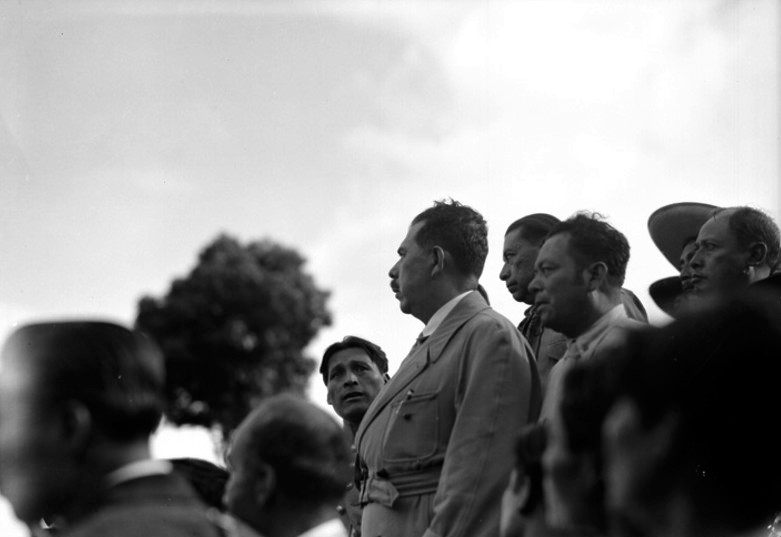
Lázaro Cárdenas con campesinos, alrededor de 1934.

Para el periodo de 1928-1932 sería elegido como gobernador el general Lázaro Cárdenas, quien se encargaría de la sublevación militarista de 1929 y del apaciguamiento de los cristeros; daría inicio de una serie de reformas agrarias (cuatrocientas mil hectáreas fueron distribuidas para veinticuatro mil campesinos) y laborales; impulsaría la infraestructura de comunicación, la educación, las medidas sanitarias, etc. Cuando fue nombrado presidente de la república (1934-1940), y siendo Gildardo Magaña gobernador, se repartieron las tierras de las haciendas y rancherías; se construyeron obras de riego de gran evergadura, con sus correspondientes presas; empezó la industrialización y se comunicó el norte del estado con la carretera México-Guadalajara.